# Zackenkrone

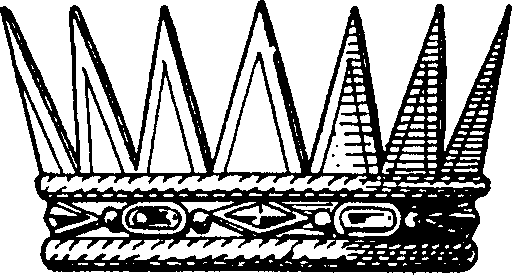
Zackenkrone

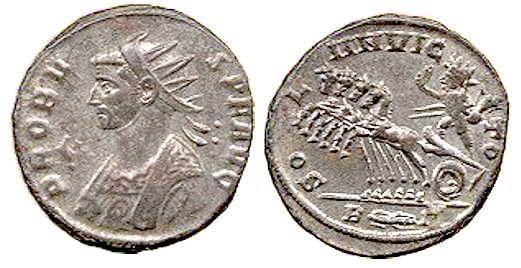
Münze mit dem Profil des Kaisers Probus, eine Zackenkrone tragend, und dem Reichsgott Sol invictus auf einer Quadriga als Sonnenwagen

Unter einer Zackenkrone wird ein Stirnreif mit meist zwölf Zinken als Kopfschmuck verstanden. Alternative Bezeichnungen sind Davidkrone, Heidenkrone und Strahlenkrone. Es handelt sich dabei um eine Reifenkrone mit Zacken ohne Zierrat. Formübergreifend bezeichnet man die auf dem Stirnreif aufgesetzten Zacken in Quader-, Halbkreis- oder Giebelform als „Pinnae“.
Den Ursprung dieser Krone vermutet man in vorchristlichen Kulturen, etwa in dem Attribut der  Gloriole, die bei Abbildungen des Gottes Helios oder Sol oft sieben Strahlen bzw. Zacken aufwies. Die zwölf Zacken späterer Kronen sollen der Überlieferung nach die zwölf Monate eines Jahres symbolisieren.
Einige römische Kaiser ließen sich ab dem 3. Jahrhundert n. Chr. mit einer Zackenkrone als Attribut des Reichsgottes Sol invictus abbilden.
Bei der Darstellung in der Heraldik werden sieben sichtbare spitze Zacken gezeichnet, wie sie im ehemaligen mittleren Staatswappen Österreichs zu sehen waren.

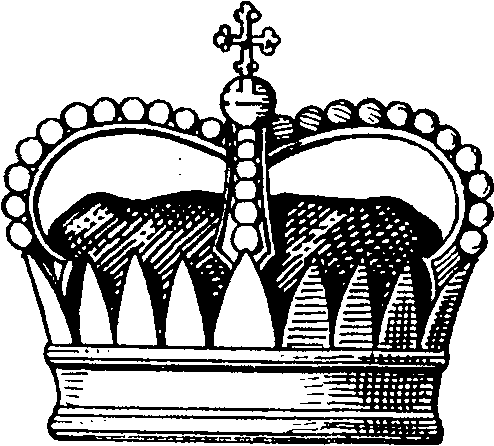
Krone San Marinos

Im Wappen San Marinos befindet sich eine Zackenkrone als Reif einer Bügelkrone.
Die Krone des Kronprinzen von Norwegen ist eine Zackenkrone mit acht Zinken.